# Oskar Ewald
Oskar Ewald (Pseudonym, eigtl.: Oskar Friedländer; geboren 2. September 1881 in Burský Svätý Jur, Österreich-Ungarn; gestorben 25. September 1940 in Oxford) war ein österreichischer Philosoph und Privatdozent.

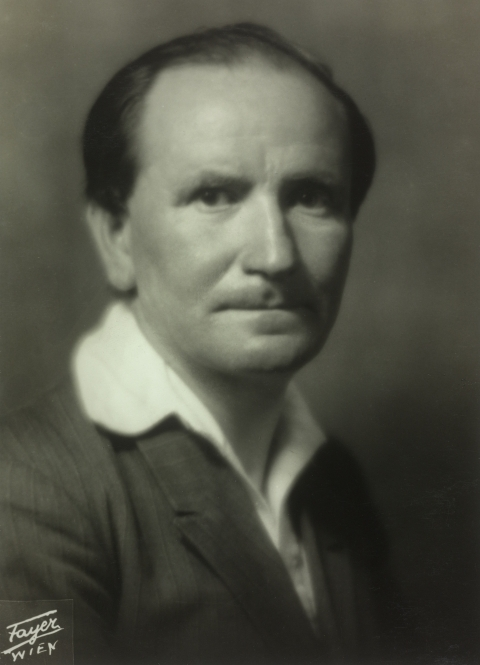
Aufnahme von Georg Fayer um 1930

## Leben und Wirken
Oskar Friedländer wurde 1881 als Sohn des Religionshistorikers Moritz Friedländer und der Rosalie Grünhut geboren, er hatte zwei Schwestern. Seinen Namen änderte um 1909. Er heiratete 1919 Viola Neumann, Schwester des Schriftstellers Robert Neumann, die kinderlose Ehe wurde 1927 geschieden.
Friedländer wuchs in Wien auf und besuchte dort das Franz-Josephs-Gymnasium. Nachdem er an der Universität Wien die Rechtswissenschaften zu studieren begonnen hatte, wechselte er in das Studienfach Philosophie. Nach seiner Promotion (1903) und Habilitation für theoretische Philosophie (1909) lehrte er bis 1928 als Privatdozent an der Universität Wien. Von 1914 bis 1917 war er als Offizier an der Ostfront eingesetzt und bis Kriegsende im Kriegsministerium. Ab 1926 hielt er auch außerhalb Österreichs Vorträge.
Nach dem Anschluss Österreichs 1938 wurde er im Konzentrationslager Dachau interniert, wurde aber 1939 nach Intervention von Alexander von Muralt wieder freigelassen. Er kehrte nach Wien zurück und flüchtete anschließend nach Großbritannien, wo er an den Haftfolgen starb.
Oskar Ewald galt unter den religiösen Sozialisten als eine führende Persönlichkeit. 1971 wurde im 11. Wiener Gemeindebezirk Simmering die Ewaldgasse nach ihm benannt.

## Werke
- Nietzsches Lehre in ihren Grundbegriffen. Die ewige Wiederkunft des Gleichen  und der Sinn des Übermenschen. Verlag Hofmann, Berlin 1904.
- Richard Avenarius als Begründer des Empirokritizismus. Eine erkenntnistheoretische Untersuchung über das Verhältnis von Wert und Wirklichkeit. Verlag Hofmann, Berlin 1905.
- Kants kritischer Idealismus als Grundlage von Erkenntnistheorie und Ethik. Verlag Hofmann, Berlin 1908.
- Gründe und Abgründe. Präludien zu einer Philosophie des Lebens. Verlag Hofmann, Berlin 1909 (2 Bde.).
- Lebensfragen. Hirzel, Leipzig, 1910.
- Die Wiedergeburt des Geistes. Verlag Hofmann, Berlin 1920.
- Die Erweckung. Selbsterkenntnis und Weltgestaltung. Verlag Hofmann, Berlin 1922.
- Die französische Aufklärungsphilosophie. Reinhard Verlag, Nendeln 1973 (Nachdr. d. Ausg. München 1924).
- Die Religion des Lebens. Kober Verlag, Basel 1925.
- Laotse. Georg Müller Verlag, München 1928.
- Freidenkertum und Religion. Ein Wort der Verständigung für Freigeist und Gottsucher. Rotapfelverlag, Leipzig 1928.